# 징후 고속철도
징후 고속철도(중국어: 京沪高速铁路)는 중화인민공화국의 베이징 서역과 상하이 훙차오역을 연결하는 고속철도이다. 2011년 6월 30일 베이징에서 상하이까지 구간이 개통 되면서 전체 길이가 1,318km에 달하다.

## 역사
- 2008년 1월 8일 : 허벙 고속철도 구간 착공.
- 2008년 4월 18일 : 베이징 서역 ~ 상하이 훙차오역 구간 착공.[1]
- 2010년 11월 15일 : 베이징 서역 ~ 상하이 훙차오역 구간 공사 완료.
- 2011년 6월 30일 : 베이징 서역 ~ 상하이 훙차오역 구간 개통.[2]
- 2012년 10월 16일 : 허벙 고속철도 구간 개통.[3]

## 현황
- 현재 운행 중인 노선은 녹색으로 표기되었다.

| 노선          | 비고                                         | 영업 최고 속도 | 영업 거리 (km) | 착공 시기       | 완공 시기        |
| ------------- | -------------------------------------------- | -------------- | -------------- | --------------- | ---------------- |
| 징후 고속철도 | 중화인민공화국 동부를 연결하는 고속철도 노선 | 350            | 1,433          | 2008년 1월 8일  | 2012년 10월 16일 |
| 징후 고속철도 | 베이징에서 상하이까지 연결하는 고속철도 노선 | 350            | 1,302          | 2008년 4월 18일 | 2011년 6월 30일  |
| 허벙 고속철도 | 허페이에서 벙부까지 연결하는 고속철도 노선   | 350            | 131            | 2008년 1월 8일  | 2012년 10월 16일 |

## 역 목록
| 한국어          | 중국어   | 영어              | 영업 거리 (km) | 소재지    | 소요 시간 250km/h 350km/h |
| --------------- | -------- | ----------------- | -------------- | --------- | ------------------------- |
| 베이징 서역     | 北京西   | Beijing West      | 0              | 베이징시  | 0:00                      |
| 랑팡 역         | 廊坊     | Langfang          | 59             | 랑팡 시   |                           |
| 톈진 서역       | 天津西   | Tianjin West      |                | 톈진시    |                           |
| 톈진 남역       | 天津南   | Tianjin South     | 131            | 톈진시    | 0:36 0:34                 |
| 창저우 서역     | 沧州西   | Cangzhou West     | 219            | 창저우 시 |                           |
| 더저우 동역     | 德州东   | Dezhou East       | 327            | 더저우 시 |                           |
| 지난 서역       | 济南西   | Jinan West        | 419            | 지난 시   | 2:26 1:32                 |
| 타이안 역       | 泰安     | Taian             | 462            | 타이안 시 |                           |
| 취푸 동역       | 曲阜东   | Qufu East         | 533            | 취푸 시   |                           |
| 텅저우 동역     | 滕州东   | Tengzhou East     | 589            | 텅저우 시 |                           |
| 짜오좡 역       | 枣庄     | Zaozhuang         | 625            | 짜오좡 시 |                           |
| 쉬저우 동역     | 徐州东   | Xuzhou East       | 688            | 쉬저우 시 |                           |
| 쑤저우 동역     | 宿州东   | Suzhou East       | 767            | 쑤저우 시 |                           |
| 벙부 남역       | 蚌埠南   | Bengbu South      | 844            | 벙부 시   |                           |
| 딩위안 역       | 定远     | Dingyuan          | 897            | 추저우 시 |                           |
| 추저우 역       | 滁州     | Chuzhou           | 959            | 추저우 시 |                           |
| 난징 남역       | 南京南   | Nanjing South     | 1,018          | 난징시    | 3:39                      |
| 전장 남역       | 镇江南   | Zhenjiang South   | 1,087          | 전장 시   |                           |
| 단양 북역       | 丹阳北   | Danyang North     | 1,112          | 단양 시   |                           |
| 창저우 북역     | 常州北   | Changzhou North   | 1,144          | 창저우 시 |                           |
| 우시 동역       | 无锡东   | Wuxi East         | 1,201          | 우시 시   |                           |
| 쑤저우 베이역   | 苏州东   | Suzhou North      | 1,227          | 쑤저우 시 |                           |
| 쿤산난역        | 昆山南   | Kunshan south     | 1,259          | 쿤산 시   |                           |
| 상하이 훙차오역 | 上海虹桥 | Shanghai Hongqiao | 1,302          | 상하이시  | 7:56 4:48                 |

## 기타
- 세계에서 가장 긴 교량인 단쿤 특대교가 이 노선에 있다.

## 같이 보기
- 징타이 고속철도
- 허벙 고속철도
- 허푸 고속철도